# 1963 en Grèce
Chronologie de la Grèce
- 1959
- 1960
- 1961
- 1962
- 1963
- 1964
- 1965
- 1966
- 1967

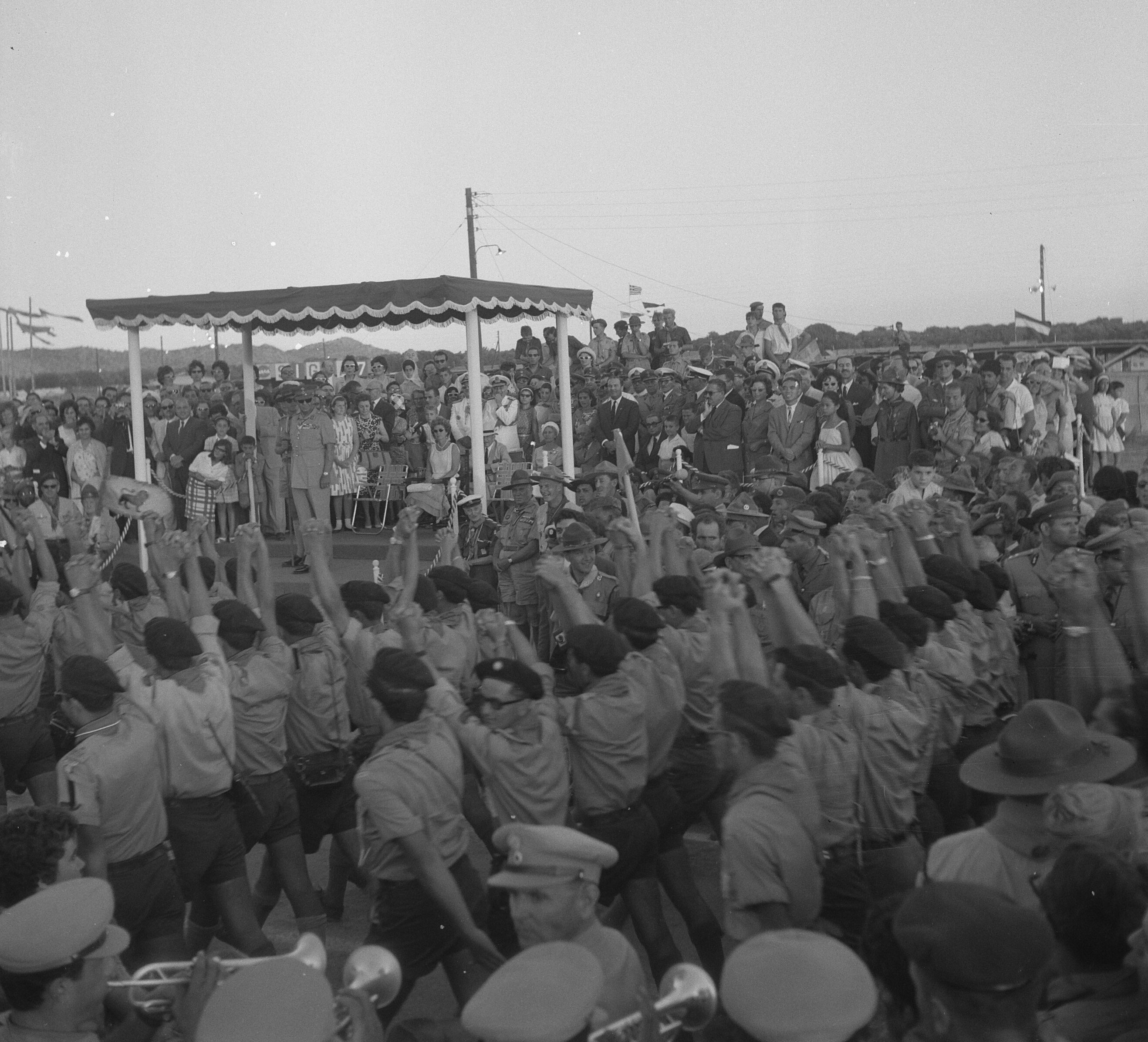
Le Jamboree mondial des scouts, à Skinias (12 août 1963).

Cette page concerne les évènements survenus en 1963 en Grèce  :

## Évènements
- 16-25 mars : Centenaire de la dynastie grecque.
- 1er-12 août : Jamboree mondial, rassemblement de près de 14 000 scouts, à Skinias.
- 16-22 septembre : Semaine du cinéma grec au Festival international du film de Thessalonique.
- octobre : Georges Séféris reçoit le prix Nobel de littérature.
- 3 novembre : Élections législatives.
- 8 novembre-30 décembre : Début du gouvernement Geórgios Papandréou II.

## Sortie de film
- À l'aube du troisième jour
- Aftó to káti állo!
- Frère Anna
- Les Lanternes rouges
- Les Petites Aphrodites

## Sport
- Coupe de Grèce de football (1962-1963) (en)
- Coupe de Grèce de football (1963-1964) (en)
- Championnat de Grèce de football 1962-1963
- Championnat de Grèce de football 1963-1964

Création de club de sport
- Akratitos Liosion
- AO Trikala
- PAE Kastoria
- Panthrakikos Football Club
- Preveza F.C. (en)

## Musique
- Début de carrière du duo de guitare classique Evangelos & Liza (en).

## Création
- Inauguration de la cathédrale Saint-Paul de Spíli, en Crète.
- Cinémathèque de Grèce
- Hilton d'Athènes (en)
- Larco, entreprise minière et métallurgique.

## Dissolution
- Front agricole entièrement démocratique (en)

## Naissance
- Panayiótis Fasoúlas, joueur de basket-ball.
- Nikólaos Karathanasópoulos, personnalité politique.
- Giórgos Katroúnkalos, juriste et personnalité politique.
- Charálambos-Stávros Kondonís, personnalité politique.
- María-Eléni Koppá, députée européenne.
- Toúla Limnaios, danseuse et chorégraphe.
- Ioánnis Micheloyannákis, personnalité politique.
- Theódoros Roussópoulos, journaliste et personnalité politique.
- Ioánnis Vroútsis, ministre.
- Marilíza Xenogiannakopoúlou, personnalité politique.
- Aïchán Kará Yousoúf, dentiste et personnalité politique.

## Décès
- 11 avril : Ioannis Papadimitriou, archéologue.
- 12 mai : Umvertos Argyros, peintre.
- 27 mai : Assassinat de Grigóris Lambrákis, médecin, athlète et homme politique grec. Son assassinat est le sujet des roman et film Z, et entraîne indirectement le coup d'État de 1967 qui instaure la dictature des colonels.
- 17 décembre : Galatée Kazantzaki, écrivaine.